# Tantalophis discolor
La culebra ojo de gato falsa oaxaqueña (Tantalophis discolor) es una especie de reptil perteneciente a la familia Dipsadidae. 

## Clasificación y descripción
Esta especie de tamaña mediano y cuerpo moderadamente delgado alcanza una longitud hocico cloaca de 539 mm en machos, las hembras alcanzan una longitud hocico cloaca de 620 mm, la cola es ligeramente larga, aproximadamente el 36% de la longitud del cuerpo. Ojos medianos con la pupila redonda. La cabeza está diferenciada del cuello, el hocico es truncado en vista dorsal. Tiene 19 hileras de escamas dorsales lisas en el cuerpo. Fosetas apicales pareadas están presentes en las escamas. La escama anal es dividida.
Presenta bandas transversales oscuras en el cuerpo con interespacios amarillos, un collar nucal también está presente. Las escamas supralabiales e infralabiales presentan barras amarillas y negras. La región ventral es color crema.

## Distribución
Esta especie endémica de México es conocida de la Sierra Madre del Sur, de la porción norte (localidades recientes son de 6 millas al sureste de Tamazulapan) y en el centro de Oaxaca (Sierra de Juárez).
Esta rara especie es endémica al estado de Oaxaca. Únicamente se registró en las partes altas del sur del Valle de Cuicatlán.

## Hábitat
Esta especie es muy rara en el Valle de Tehuacán-Cuicatlán, habita en bosque húmedo de pino-encino a una altitud de 2520 m s. n. m. Se desconocen todos los aspectos sobre su historia natural. El único ejemplar hallado fue una hembra que se encontraba dentro de un tronco húmedo en una ladera con abundante hojarasca.

## Estado de conservación
Se encuentra catalogada como vulnerable (VU) en la IUCN, mientras que en la NOM-059-SEMARNAT está catalogada como amenazada.